# Arlo Guthrie
Arlo Guthrie   (Coney Island, 10 de juliol de 1947) és un cantant estatunidenc de folk. Com el seu pare, Woody Guthrie, Arlo canta cançons de protesta. Un dels seus treballs més coneguts és "Alice's Restaurant Massacree", un blues cantat satíric de 18 minuts de durada.
És un dels artistes que va tocar al Festival de Woodstock. També ho va fer en el recordatori del 50è aniversari realitzat al Museu de Bethel cap a 2019.

## Discografia
- Alice's Restaurant (1967)
- Arlo (1968)
- Running Down the Road (1969)
- Alice's Restaurant Soundtrack (1969)
- Washington County (1970)
- Hobo's Lullaby (1972)
- Last of the Brooklyn Cowboys (1973)
- Arlo Guthrie (1974)
- Together In Concert (1975)
- Amigo (1976)
- The Best of Arlo Guthrie (1977)
- One Night (1978)
- Outlasting the Blues (1979)
- Power of Love (1981)
- Precious Friend (1982)
- Someday (1986)
- All Over the World (1991)
- Son of the Wind (1992)
- 2 Songs (1992)
- More Together Again (1994)
- Alice's Restaurant - The Massacree Revisited (1996)
- Mystic Journey (1996)
- This Land Is Your Land: An All American Children's Folk Classic (1997)
- BanjoMan - a Tribute to Derroll Adams (2002)
- Live In Sydney (2005)
- In Times Like These (2007)
- 32¢ Postage Due (2008)
- Tales of '69 (2009)

### Col·lectius
- Philadelphia Folk Festival - 40th Anniversary (1999)